# Sima-hágó
Sima-hágó (szlovákul: Hladké sedlo, lengyelül: Gładka Przełęcz) 1994 m-es tengerszint feletti magasságban lévő nyereg a Magas-Tátra főgerincén, Szlovákia és Lengyelország határán. A Lengyel-Öt-tó völgye és a Csendes-völgy közötti igen könnyű átjáró.
Első ismert turistaátkelés a hágón: Sydow A. egy vezetővel, 1827-ben.
- A Lengyel-öt-tó völgyéből (K-ről)

Készített ösvényen. Az Elülső-tó mellett álló menedékháztól eleinte követjük a Nagy-tó északnyugati partján a Zawratra vezető kék jelzésű ösvényt. Az ösvény, átkelve a Puszta-völgyecskéből lejövő patakocskán, kettéágazik (45 p). Tovább a balra elágazó ösvényen, amely nyugati irányban a Sima-hágóhoz felhúzódó lejtő aljába visz (20 p), majd a füves lejtőn szerpentinekben felvezet a hágóra (20 p).
- A Retesz-hágóból (Závory-hágóból) (Ny-ról)

Készített ösvényen. Az ösvény egészen rövid ideig a Sima-hegyhez emelkedő széles gerinchátat (ennek délnyugati gerincén) követi, azután erről balra lekanyarodva, a Sima-hegy nyugati oldalában gyenge emelkedéssel átvág a hágóhoz (20 p).
- A Csendes-völgyből (nyugatról)

Készített ösvényen. Az úton a piros jelzésről az út végén nem térünk le, hanem egyenesen felmegyünk rajta a hágóra.

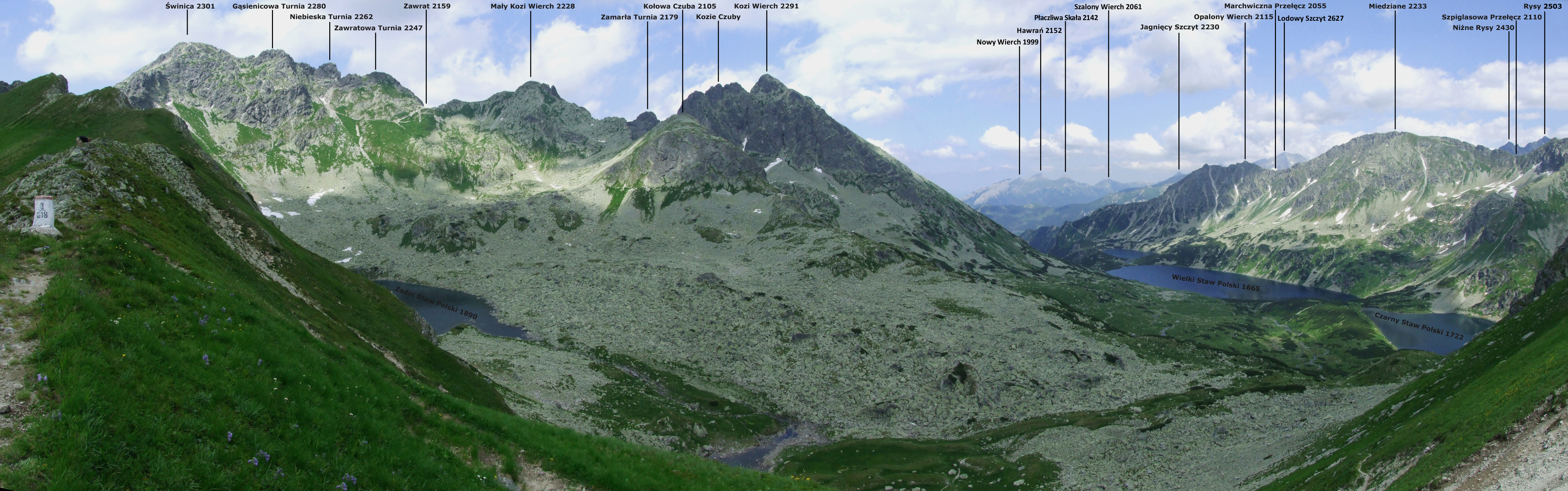
Panoráma a Sima-hágóból a lengyel oldal felé